# Polífagos
Polífagos (Polyphaga) é a maior subordem de coleópteros, com cerca de 144 famílias e cerca de 300,000 espécies descritas. O grupo é extremamente diverso e está presente em todos os continentes e quase todos os habitats. Estes animais caracterizam-se pela ausência de sutura notopleural e urosternito basal não dividido pelas coxas posteriores.

## Infraordens
Há 5 infraordens :
- Bostrichiformia
- Cucujiformia - inclui as joaninhas (Coccinellidae) e os ciídeos (Ciidae).
- Elateriformia
- Scarabaeiformia - inclui os escaravelhos (Scarabaeidae).
- Staphyliniformia